# Monty Hoyt
Pour les articles homonymes, voir Hoyt.
Monty Hoyt , né le 13 septembre 1944 à Baltimore (Maryland) et mort le 9 octobre 1997 à Phoenix (Arizona), est un patineur artistique américain, champion des États-Unis en 1962.

## Biographie

### Carrière sportive
Monty Hoyt est issu d'une riche famille de Denver. Son père Palmer est rédacteur en chef et éditeur du Denver Post de 1946 à 1970 ; sa mère Helen May est une mondaine de Denver.
Champion national novice en 1959 et champion national junior en 1961, Monty Hoyt devient champion national des États-Unis en 1962. Il a la lourde tâche de succéder à Bradley Lord, mort dans la catastrophe aérienne du vol Sabena 548 le 15 février 1961. Juste après avoir remporté le titre junior américain, Monty Hoyt avait des billets pour être sur ce vol Sabena 548 pour assister aux mondiaux, mais il a annulé au dernier moment et n'était donc pas à bord lorsque l'avion s'est écrasé, tuant tout le monde à bord.
Il représente les États-Unis à un championnat nord-américain (1963 à Vancouver), trois mondiaux (1962 à Prague, 1963 à Cortina d'Ampezzo et 1964 à Dortmund) et aux Jeux olympiques d'hiver de 1964 à Innsbruck.
Il quitte le patinage amateur après les mondiaux de 1964.

### Reconversion
Monty Hoyt est diplômé de l'Université de Denver et est boursier Marshall à Oxford, où il obtient un diplôme en philosophie, politique et économie au Corpus Christi College en 1967.
Il travaille après ses études comme correspondant à Washington pour le Christian Science Monitor. Il est également juge pour des épreuves de patinage artistique aux États-Unis et est membre de la commission présidentielle sur les sports olympiques.
Il meurt d'un mélanome à l'âge de 53 ans à Phoenix.

## Palmarès
| Compétition                     | 1962 | 1963 | 1964 |  |  |  |  |  |  |  |  |  |  |  |
| Jeux olympiques d'hiver         |      |      | 10e  |  |  |  |  |  |  |  |  |  |  |  |
| Championnats du monde           | 6e   | 11e  | 11e  |  |  |  |  |  |  |  |  |  |  |  |
| Championnats d'Amérique du Nord |      | 5e   |      |  |  |  |  |  |  |  |  |  |  |  |
| Championnats des États-Unis     | 1er  | 3e   | 3e   |  |  |  |  |  |  |  |  |  |  |  |
|                                 |      |      |      |  |  |  |  |  |  |  |  |  |  |  |